# Charles Pensée
Pour les articles homonymes, voir Pensée (homonymie).
Charles, François, Joseph Pensée né à Épinal (Vosges) le 11 août 1799 et mort à Orléans (Loiret) le 11 juillet 1871 est un peintre et illustrateur français.

## Biographie
Charles Pensée a deux sœurs, Thérèse-Amélie et Sophie. Il perd son père, huissier, à 14 ans, et est élevé par sa mère. Il abandonne ses études et travaille d'abord avec son oncle Henri Joseph Hogard, arpenteur géomètre, qui lui donne ses premiers cours de dessin, puis avec M. Goury, l'ingénieur en chef des ponts et chaussée du département des Vosges,.
À la démission de Goury, il devient le collaborateur de l'ingénieur en chef français Jean-Baptiste Prosper Jollois. Il collabore au recueil consacré par ce dernier aux Antiquités remarquables du département des Vosges. À ce titre, il réalise plusieurs illustrations du site archéologique de Grand.
À la suite de la mutation de Jollois en 1822, Pensée suit son chef à Orléans dans le département du Loiret.
Souhaitant exercer le métier de professeur de dessin à Orléans, il se forme à Paris dans l'atelier de M. Hubert, notamment sur les techniques de l'aquarelle.
De retour à Orléans, il y enseigne le dessin dans les établissements publics et dans le cadre de cours particuliers. Au lycée, durant l'année scolaire 1864-1865, il a notamment pour élève Paul Gauguin.
Charles Pensée meurt à Orléans le 11 juillet 1871. Ses obsèques se déroulent le 13 juillet 1871 à Orléans. Il est inhumé au grand cimetière d'Orléans.

## Œuvres
Son œuvre recense de nombreux dessins représentant la Lorraine ainsi que les bords de la Loire. Il a particulièrement travaillé les représentations architecturales.
Les collections du musée de la Marine de Loire à Châteauneuf-sur-Loire (Loiret) conservent plusieurs dizaines d'estampes dont il est l'auteur, ainsi que le musée Crozatier au Puy-en-Velay. La bibliothèque multimédia intercommunale d'Épinal conserve un recueil de dessins représentant le parc du château d'Épinal, propriété de M. Doublat.
Charles Pensée a notamment représenté des monuments ou des paysages dans les lieux suivants :
- Bou (Loiret) : église de Bou, effets de l'inondation de Loire de 1866 ;
- Bénédiction de la grotte du dragon à La Chapelle-Saint-Mesmin (Loiret) par Félix Dupanloup, évêque d'Orléans, en 1858 ;
- Châteaudun (Eure-et-Loir) : musée des Beaux-Arts et d'Histoire Naturelle, Château de Châteaudun, l'aile du Dunois, fusain, 58,8 × 44,8 cm[12] ;
- Châteauneuf-sur-Loire (Loiret) ;
- Cusset (Allier) : église Saint-Saturnin ;
- La Ferté-Saint-Aubin (Loiret) : château de la Grisonnière et de Chartraine ;
- Le vieux pont d'Olivet, vers 1842, huile sur toile, 49 x 64,5 cm, musée des Beaux-Arts d'Orléans[13];
- Grand (Vosges), site archéologique ;
- Jargeau (Loiret) : effets de l'inondation de Loire de 1856 ;
- Le Malesherbois (Loiret) : château de Rouville, Malesherbes ;
- Mennetou-sur-Cher ;
- Méréville (Seine-et-Oise) ;
- Rère (Loir-et-Cher) ;
- Sandillon (Loiret) : Allou, le domaine de La Porte ;
- Sully-la-Chapelle (Loiret) : château de Claireau ;
- Vichy (Allier) ;
- Vienne-en-Val (Loiret) : domaine des Prateaux ;
- Villeneuve-l'Étang (Seine-et-Oise) ;
- Tailleurs de pierre dans l’église Saint-Euverte, 1826, aquarelle sur tracé au crayon graphite sur papier vélin, 32,8 x 24,9 cm, musée des Beaux-Arts d’Orléans[14] ;
- Vue de la place du grand marché, 1830, aquarelle, rehauts de gouache blanche et de gomme végétale sur un tracé au crayon noir, sur papier vélin, 43,8 x 56,4 cm, musée des Beaux-Arts d’Orléans[15] ;
- Vue de l’ancien hôtel-Dieu, 1842, aquarelle, rehauts de gouache blanche sur tracé au crayon graphite, sur papier vélin, 40,8 x 56,3 cm, musée des Beaux-Arts d’Orléans[16].

Œuvres de Charles Pensée
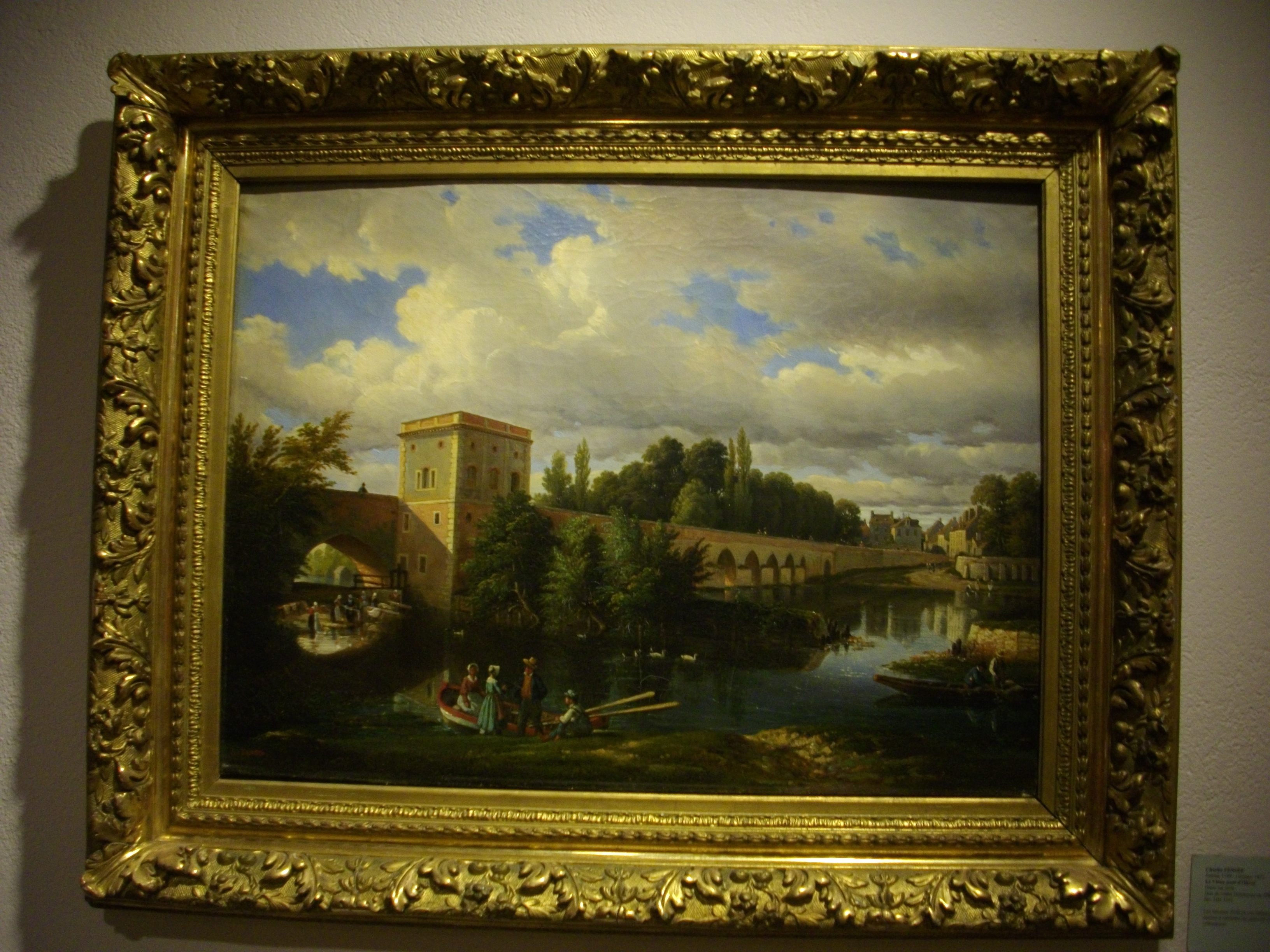
Le Vieux pont d'Olivet, Orléans, musée historique et archéologique de l'Orléanais.
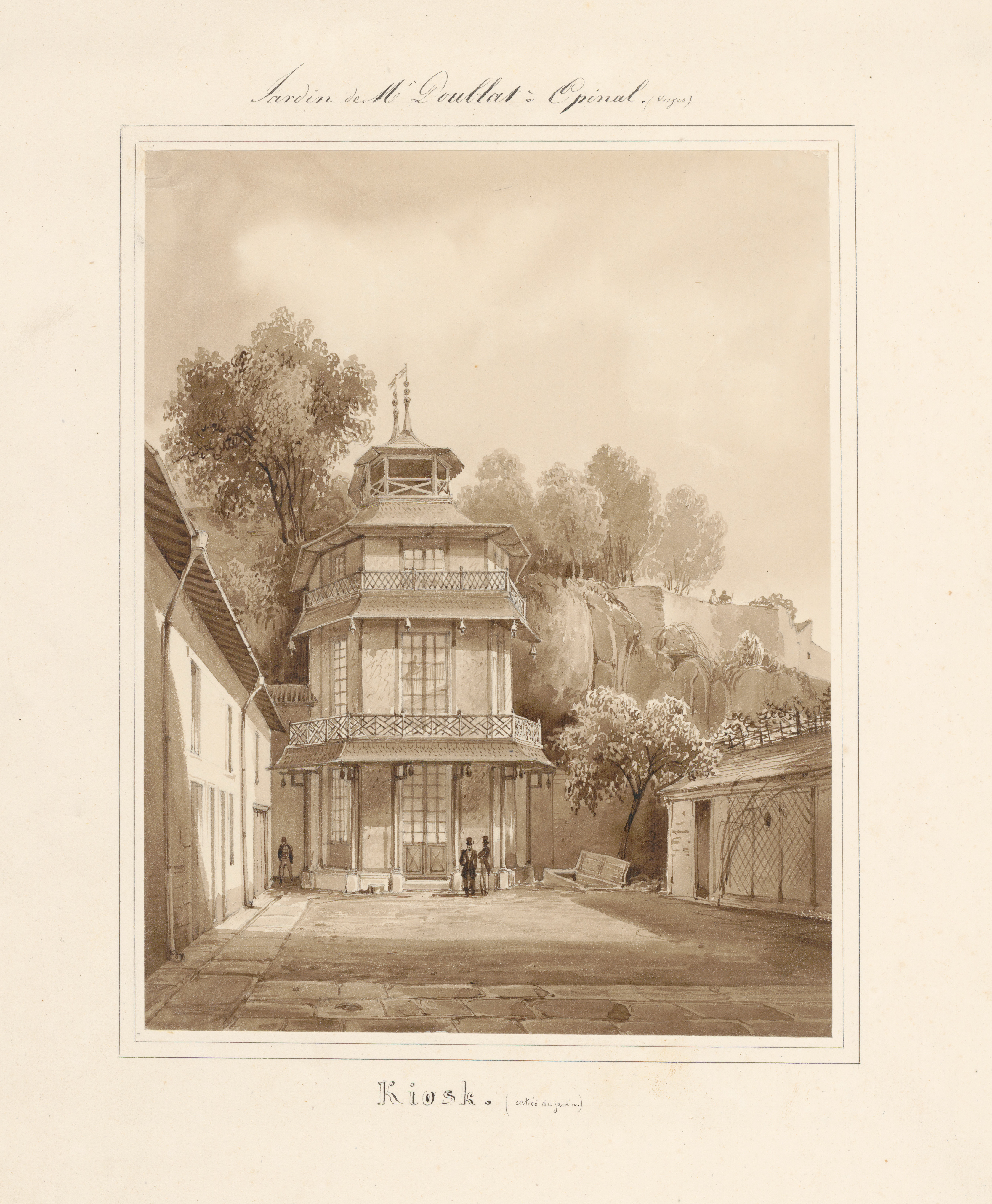
Jardin de M. Doublat à Épinal. Kiosk, lavis, bibliothèque multimédia intercommunale d'Épinal[17].
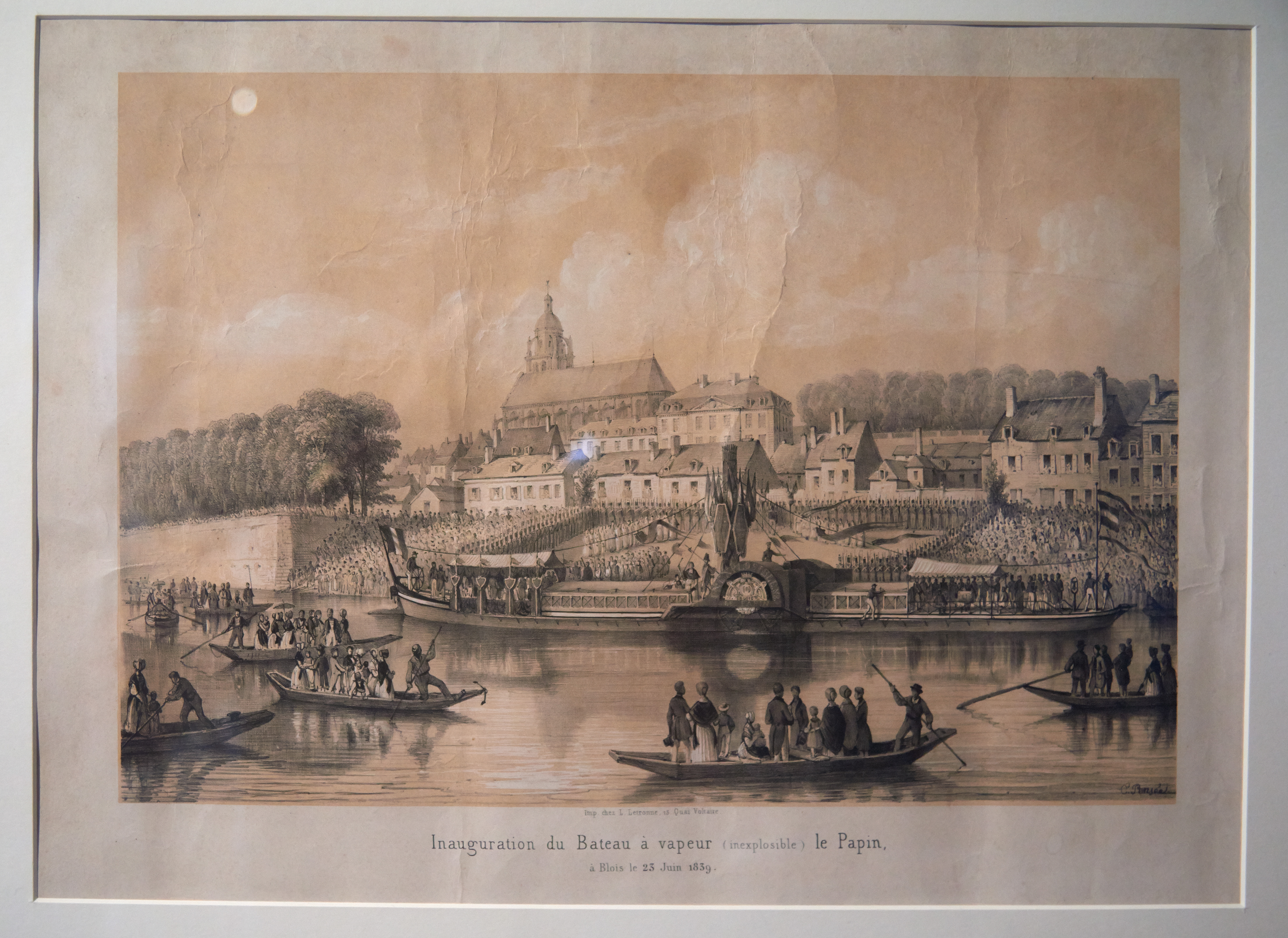
Inauguration du bateau à vapeur (inexplosible) “Le Papin”, Châteauneuf-sur-Loire, musée de la Marine de Loire.
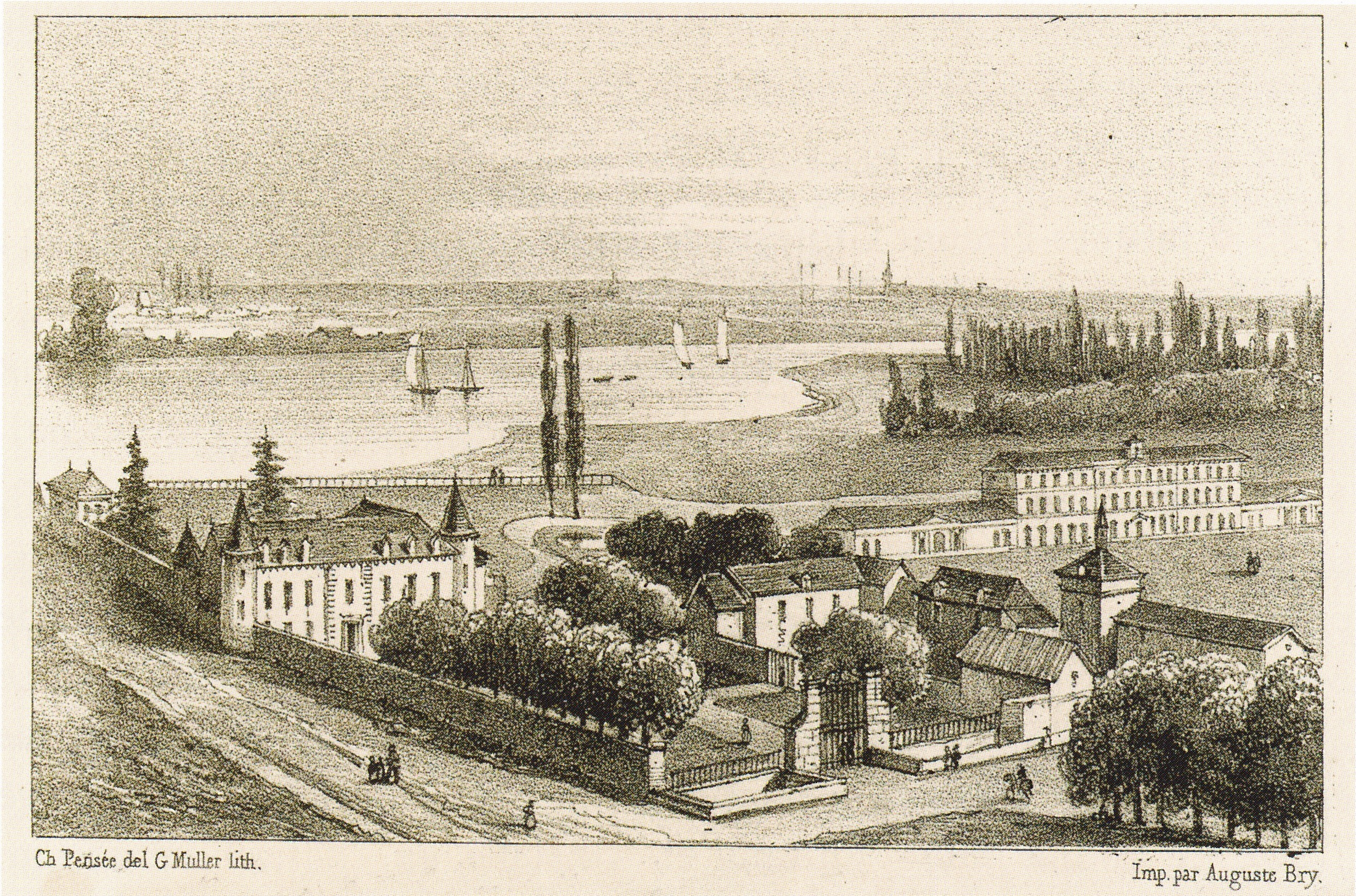
Vue du château des Hauts de La Chapelle-Saint-Mesmin, lithographie de Romagnesi d'après Charles Pensée.
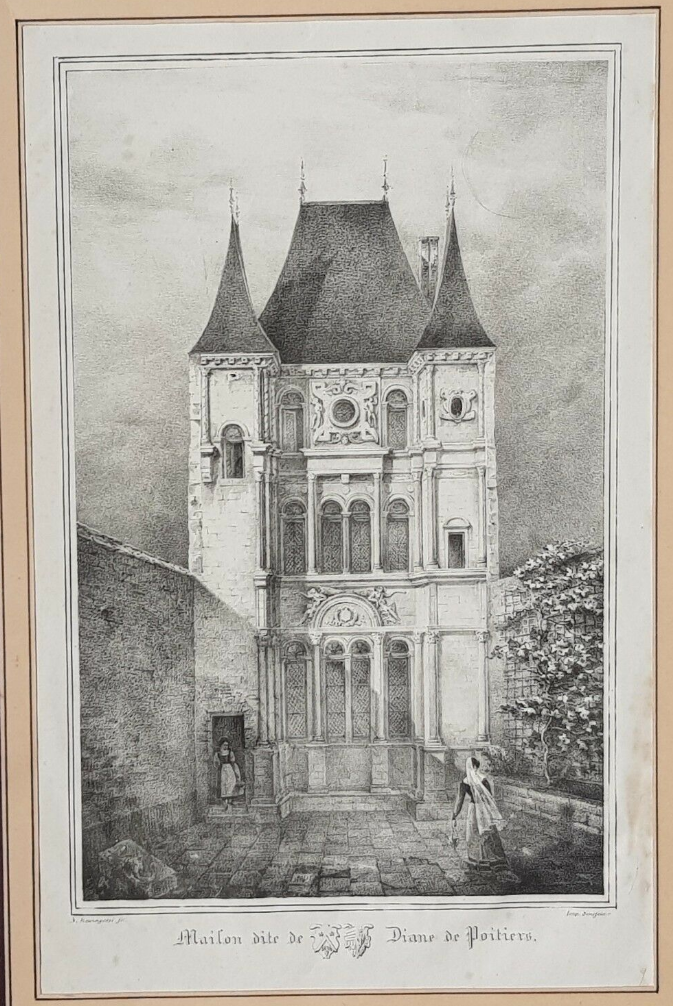
Maison dite de Diane de Poitiers, lithographie d'après Charles Pensée[18].

## Hommages
Une rue d'Épinal porte le nom de Charles Pensée.